# Équipe de Tchéquie de football au Championnat d'Europe 1996
L'équipe de Tchéquie de football participe à son 1er championnat d'Europe lors de l'édition 1996 qui se tient en Angleterre du 8 juin 1996 au 30 juin 1996.
Les Tchèques se classent 2e du groupe C au premier tour, puis battent le Portugal 1-0 en quart de finale avant d'éliminer la France aux tirs au but en demi-finale. La Tchéquie, pour sa première compétition en tant que nation indépendante, se qualifie ainsi pour la finale contre l'Allemagne, adversaire déjà rencontré au premier tour. Défaite par l'Allemagne grâce à un but en or d'Oliver Bierhoff encaissé à la 95e minute en début de prolongation, la Tchéquie termine vice-championne d'Europe.
À titre individuel, Pavel Kuka, Radoslav Látal et Karel Poborský font partie de l'équipe-type du tournoi, équipe composée de 18 joueurs.

## Phase qualificative
La phase qualificative comprend huit groupes. Les huit vainqueurs de poule, les six meilleurs deuxièmes et le vainqueur du barrage entre les deux moins bons deuxièmes se qualifient pour l'Euro 1996 et rejoignent l'Angleterre, qualifiée d'office en tant que pays organisateur. La Tchéquie se qualifie directement pour le phase finale en terminant 1re du groupe 5.
| Rang | Équipe      | Pts | J  | G | N | P | Bp | Bc | Diff |  | Résultats (▼ dom., ► ext.) |     |     |     |     |     |     |
| ---- | ----------- | --- | -- | - | - | - | -- | -- | ---- |  | -------------------------- | --- | --- | --- | --- | --- | --- |
| 1    | Tchéquie    | 21  | 10 | 6 | 3 | 1 | 21 | 6  | +15  |  | Tchéquie                   |     | 3-1 | 2-0 | 4-2 | 3-0 | 6-1 |
| 2    | Pays-Bas    | 20  | 10 | 6 | 2 | 2 | 23 | 5  | +18  |  | Pays-Bas                   | 0-0 |     | 3-0 | 1-0 | 5-0 | 4-0 |
| 3    | Norvège     | 20  | 10 | 6 | 2 | 2 | 17 | 7  | +10  |  | Norvège                    | 1-1 | 1-1 |     | 1-0 | 5-0 | 2-0 |
| 4    | Biélorussie | 11  | 10 | 3 | 2 | 5 | 8  | 13 | -5   |  | Biélorussie                | 0-2 | 1-0 | 0-4 |     | 2-0 | 1-1 |
| 5    | Luxembourg  | 10  | 10 | 3 | 1 | 6 | 3  | 21 | -18  |  | Luxembourg                 | 1-0 | 0-4 | 0-2 | 0-0 |     | 1-0 |
| 6    | Malte       | 2   | 10 | 0 | 2 | 8 | 2  | 22 | -20  |  | Malte                      | 0-0 | 0-4 | 0-1 | 0-2 | 0-1 |     |

## Phase finale

### Premier tour
| Groupe C |           |     |   |   |   |   |    |    |      |
|          | Équipe    | Pts | J | G | N | P | BP | BC | Diff |
| 1        | Allemagne | 7   | 3 | 2 | 1 | 0 | 5  | 0  | +5   |
| 2        | Tchéquie  | 4   | 3 | 1 | 1 | 1 | 5  | 6  | -1   |
| 3        | Italie    | 4   | 3 | 1 | 1 | 1 | 3  | 3  | 0    |
| 4        | Russie    | 1   | 3 | 0 | 1 | 2 | 4  | 8  | -4   |

| 9 juin  | Allemagne | 2 | 0 | Tchéquie  |
| 11 juin | Italie    | 2 | 1 | Russie    |
| 14 juin | Tchéquie  | 2 | 1 | Italie    |
| 16 juin | Russie    | 0 | 3 | Allemagne |
| 19 juin | Russie    | 3 | 3 | Tchéquie  |
| 19 juin | Italie    | 0 | 0 | Allemagne |

| 9 juin 1996                       | Allemagne              | 2 - 0 | Tchéquie | Old Trafford, Manchester                       |                                                |
| 17:00 · Historique des rencontres | Ziege 26e · Möller 32e |       |          | Spectateurs : 37 300 Arbitrage : David Elleray | Spectateurs : 37 300 Arbitrage : David Elleray |
| 17:00 · Historique des rencontres | (Rapport)              |       |          | Spectateurs : 37 300 Arbitrage : David Elleray | Spectateurs : 37 300 Arbitrage : David Elleray |

| 14 juin 1996                      | Tchéquie              | 2 - 1 | Italie     | Anfield, Liverpool                                   |                                                      |
| 19:30 · Historique des rencontres | Nedvěd 4e · Bejbl 35e |       | Chiesa 18e | Spectateurs : 37 320 Arbitrage : Antonio López Nieto | Spectateurs : 37 320 Arbitrage : Antonio López Nieto |
| 19:30 · Historique des rencontres | (Rapport)             |       |            | Spectateurs : 37 320 Arbitrage : Antonio López Nieto | Spectateurs : 37 320 Arbitrage : Antonio López Nieto |

| 19 juin 1996                      | Russie                                         | 3 - 3 | Tchéquie                              | Anfield, Liverpool                            |                                               |
| 19:30 · Historique des rencontres | Mostovoi 49e · Tetradze 54e · Beschastnykh 85e |       | Suchopárek 5e · Kuka 19e · Šmicer 88e | Spectateurs : 21 128 Arbitrage : Anders Frisk | Spectateurs : 21 128 Arbitrage : Anders Frisk |
| 19:30 · Historique des rencontres | (Rapport)                                      |       |                                       | Spectateurs : 21 128 Arbitrage : Anders Frisk | Spectateurs : 21 128 Arbitrage : Anders Frisk |

### Quart de finale
| 23 juin 1996                      | Tchéquie     | 1 - 0 | Portugal | Villa Park, Birmingham                        |                                               |
| 18:30 · Historique des rencontres | Poborský 53e |       |          | Spectateurs : 26 832 Arbitrage : Hellmut Krug | Spectateurs : 26 832 Arbitrage : Hellmut Krug |
| 18:30 · Historique des rencontres | (Rapport)    |       |          | Spectateurs : 26 832 Arbitrage : Hellmut Krug | Spectateurs : 26 832 Arbitrage : Hellmut Krug |

### Demi-finale
| 26 juin 1996                      | France                                                    | 0 - 0 a. p.       | Tchéquie                                             | Old Trafford, Manchester                        |                                                 |
| 16:00 · Historique des rencontres |                                                           |                   |                                                      | Spectateurs : 43 877 Arbitrage : Leslie Mottram | Spectateurs : 43 877 Arbitrage : Leslie Mottram |
| 16:00 · Historique des rencontres | (Rapport)                                                 |                   |                                                      | Spectateurs : 43 877 Arbitrage : Leslie Mottram | Spectateurs : 43 877 Arbitrage : Leslie Mottram |
| 16:00 · Historique des rencontres | · Zidane · Djorkaeff · Lizarazu · Guérin · Blanc · Pedros | Tirs au but 5 - 6 | · Kubík · Nedvěd · Berger · Poborský · Rada · Kadlec | Spectateurs : 43 877 Arbitrage : Leslie Mottram | Spectateurs : 43 877 Arbitrage : Leslie Mottram |

### Finale
: but en or
| Titulaires : |  |
| |  |
| Andreas Köpke · Matthias Sammer 69e · Thomas Helmer 63e · Markus Babbel · Thomas Strunz · Mehmet Scholl 68e · Dieter Eilts 46e · Thomas Hässler · Christian Ziege 91e · Stefan Kuntz · Jürgen Klinsmann · |  |
| Remplaçants : |  |
| Marco Bode 46e · Oliver Bierhoff 68e · |  |
| Entraîneur : |  |
| Berti Vogts |  |

| Titulaires : |  |
| |  |
| Petr Kouba · Karel Rada · Miroslav Kadlec · Jan Suchopárek · Michal Horňák 47e · Pavel Nedvěd · Radek Bejbl · Jiří Němec · Karel Poborský 86e · Patrik Berger · Pavel Kuka · |  |
| Remplaçants : |  |
| Vladimír Šmicer 86e · |  |
| Entraîneur : |  |
| Dušan Uhrin |  |

| Titulaires : |  |
| |  |
| Andreas Köpke · Matthias Sammer 69e · Thomas Helmer 63e · Markus Babbel · Thomas Strunz · Mehmet Scholl 68e · Dieter Eilts 46e · Thomas Hässler · Christian Ziege 91e · Stefan Kuntz · Jürgen Klinsmann · |  |
| Remplaçants : |  |
| Marco Bode 46e · Oliver Bierhoff 68e · |  |
| Entraîneur : |  |
| Berti Vogts |  |

| Titulaires : |  |
| |  |
| Petr Kouba · Karel Rada · Miroslav Kadlec · Jan Suchopárek · Michal Horňák 47e · Pavel Nedvěd · Radek Bejbl · Jiří Němec · Karel Poborský 86e · Patrik Berger · Pavel Kuka · |  |
| Remplaçants : |  |
| Vladimír Šmicer 86e · |  |
| Entraîneur : |  |
| Dušan Uhrin |  |

## Effectif
Sélectionneur : Dušan Uhrin
| No. | Pos.      | Joueur          | Date de naissance et âge | Sélec. | Club                 |
| --- | --------- | --------------- | ------------------------ | ------ | -------------------- |
| 1   | Gardien   | Petr Kouba      | 28 novembre 1969         | 30     | Sparta Prague        |
| 2   | Milieu    | Radoslav Látal  | 6 janvier 1970           | 29     | Schalke 04           |
| 3   | Défenseur | Jan Suchopárek  | 23 septembre 1969        | 31     | Slavia Prague        |
| 4   | Milieu    | Pavel Nedvěd    | 30 août 1972             | 9      | Sparta Prague        |
| 5   | Défenseur | Miroslav Kadlec | 22 juin 1964             | 53     | 1. FC Kaiserslautern |
| 6   | Milieu    | Václav Němeček  | 25 janvier 1967          | 56     | Servette de Genève   |
| 7   | Milieu    | Jiří Němec      | 15 mai 1966              | 35     | Schalke 04           |
| 8   | Attaquant | Karel Poborský  | 30 mars 1972             | 14     | Slavia Prague        |
| 9   | Attaquant | Pavel Kuka      | 19 juillet 1968          | 43     | 1. FC Kaiserslautern |
| 10  | Attaquant | Radek Drulák    | 12 janvier 1962          | 13     | Petra Drnovice       |
| 11  | Milieu    | Martin Frýdek   | 9 mars 1969              | 24     | Sparta Prague        |
| 12  | Défenseur | Luboš Kubík     | 20 janvier 1964          | 48     | Petra Drnovice       |
| 13  | Milieu    | Radek Bejbl     | 29 août 1972             | 8      | Slavia Prague        |
| 14  | Milieu    | Patrik Berger   | 10 novembre 1973         | 15     | Borussia Dortmund    |
| 15  | Défenseur | Michal Horňák   | 28 avril 1970            | 6      | Sparta Prague        |
| 16  | Gardien   | Pavel Srníček   | 10 mars 1968             | 4      | Newcastle            |
| 17  | Attaquant | Vladimír Šmicer | 24 mai 1973              | 3      | Slavia Prague        |
| 18  | Défenseur | Martin Kotůlek  | 11 septembre 1969        | 3      | Sigma Olomouc        |
| 19  | Défenseur | Karel Rada      | 2 mars 1971              | 2      | Sigma Olomouc        |
| 20  | Milieu    | Pavel Novotný   | 14 septembre 1973        | 0      | Slavia Prague        |
| 21  | Attaquant | Milan Kerbr     | 9 juin 1967              | 2      | Sigma Olomouc        |
| 22  | Gardien   | Ladislav Maier  | 4 janvier 1966           | 1      | Slovan Liberec       |

## Navigation